# Langasandur
Langasandur (dánul: Langesand) település Feröer Streymoy nevű szigetén. Közigazgatásilag Sundini községhez tartozik.

## Földrajz
A település a sziget keleti partján fekszik. Neve hosszú strandot jelent, bár strandja nem különösebben hosszú.

## Történelem
A települést 1838-ban alapították.

## Népesség
| Év          | Lakosság |
| ----------- | -------- |
| 1986.01.01. | 33       |
| 1991.01.01. | 34       |
| 1996.01.01. | 32       |
| 2001.01.01. | 30       |
| 2006.01.01. | 36       |

## Közlekedés
Langasandur a Streymoy keleti partján futó út mentén fekszik. A települést érinti a 202-es buszjárat.

### Külső hivatkozások
- faroeislands.dk – fényképek és leírás (angol, olasz, dán)
- Langasandur, fallingrain.com (angol)